# Nicole Maréchal
Nicole Maréchal (Kisangani, 30 november 1957) is een Belgisch politica en voormalig minister voor Ecolo.

## Levensloop
Maréchal was de dochter van een vader die in het onderwijs stond en een moeder die bediende aan de Universiteit Luik was en zich als handelaars in Belgisch-Congo hadden gevestigd. Na de Congolese onafhankelijkheid in 1960 ontvluchtte het gezin het land en keerde het terug naar zijn wortels in Luik.
Nicole Maréchal behaalde in 1982 het diploma van licentiate in de informatica en kunstverspreiding aan de Universiteit Luik en werd journaliste. Tussen verschillende periodes van werkloosheid door werkte ze daarna bij Jeunesses Musicales en bij een cultureel centrum. Vervolgens werd ze buurtwerker in de Luikse wijken Saint-Gilles en Saint-Christophe.
Als buurtwerker ontmoette ze Raymond Yans, vanaf 1983 schepen in Luik en daarmee de eerste ecologische schepen van het Europese continent. Onder zijn impuls trad ze toe tot de partij Ecolo en de vzw Jeunesse et Écologie. Maréchal werd parlementair medewerker voor de Ecolo-volksvertegenwoordigers José Daras (1990-1991) en Jacky Morael (1992-1994) en van 1991 tot 1995 eveneens provincieraadslid van Luik en secretaris van de regionale Ecolo-afdeling van het arrondissement Luik.
Bij de eerste rechtstreekse Waalse verkiezingen van juni 1995 werd Maréchal verkozen in het arrondissement Luik. Ze werd lid van het Waals Parlement en het Parlement van de Franse Gemeenschap en bleef deze functies uitoefenen tot in juli 1999. In juli 1999 trad ze als minister van Jeugdzorg en Gezondheid toe tot de Franse Gemeenschapsregering onder leiding van Hervé Hasquin, hetgeen ze bleef tot in juli 2004.
Bij de Waalse verkiezingen van juni 2004 raakte ze niet meer herkozen. Na het einde van haar ministerschap kon ze hierdoor enkel terugvallen op haar lokale mandaat als gemeenteraadslid van Luik, waarvoor ze in oktober 2000 was verkozen. Maréchal bleef gemeenteraadslid tot in oktober 2006 en werd toen niet meer verkozen. Van 2018 tot 2021 was ze nog provincieraadslid van Luik en sinds december 2018 is ze gemeenteraadslid van Comblain-au-Pont.
Ze probeerde na haar nationale politieke carrière een baan te vinden in de sociaal-culturele sector, maar door haar status als oud-minister zagen weinig werkgevers in die sector het zitten om haar terreinwerk te laten doen. In 2005 werd ze door Ecolo aangeworven als politiek adviseur van Jean-Michel Javaux, federaal secretaris en vervolgens co-voorzitter van Ecolo. Vervolgens vervoegde ze zich van 2009 tot 2014 bij de leiding van de regionale Ecolo-afdeling van het arrondissement Luik, als regionaal secretaris belast met de voorbereiding van de gemeenteraadsverkiezingen van oktober 2012 en de coördinatie van regionale en lokale dossiers. Voor haar partij Ecolo was Maréchal van 2011 tot 2018 eveneens lid van het executief comité van het Academisch Ziekenhuis van Luik en lid van het directiecomité van het ziekenhuis CHR Citadelle. Van 2020 tot 2022 werkte ze als bediende voor de Ecolo-fractie in de Kamer van volksvertegenwoordigers en sinds 2022 zetelt ze in de raad van bestuur van de Waalse luchthavenmaatschappij SOWAER.